# Беркенхаут, Джон
Джон Беркенхаут (англ. John Berkenhout; 8 июля 1726, Лидс — 3 апреля 1791) — английский медик, натуралист и писатель.

## Биография
Джон Беркенхаут посещал школу грамоты в Лидсе, служил в прусской и английской армиях, прежде чем смог окончить учёбу в университетах Эдинбурга и Лейдена. Он получил в 1765 году учёную степень по медицине. В Эдинбурге он опубликовал труд «Clavis Anglicat Linguae» и другие работы по естествознанию. Во время войны за независимость США он служил в качестве британского агента.
В своих произведениях он, а не Карл Линней, первым описал в 1769 году серую крысу. Он дал ей название Mus norvegicus (норвежская мышь). В 1821 году Джон Грей выделил её вместе с чёрной крысой (описанной Линнеем как Mus rattus) в новый род Rattus.

## Труды
- Clavis Anglicae Linguae
- Outlines of the Natural History of Great Britain and Ireland (1769)
- Synopsis of the Natural History of Great Britain and Ireland (1789)
- First lines of the theory and practice of philosophical chemistry. London: Cadell, 1788
- A volume of letters from Dr. Berkenhout to his son at the university. London: Cadell 1790

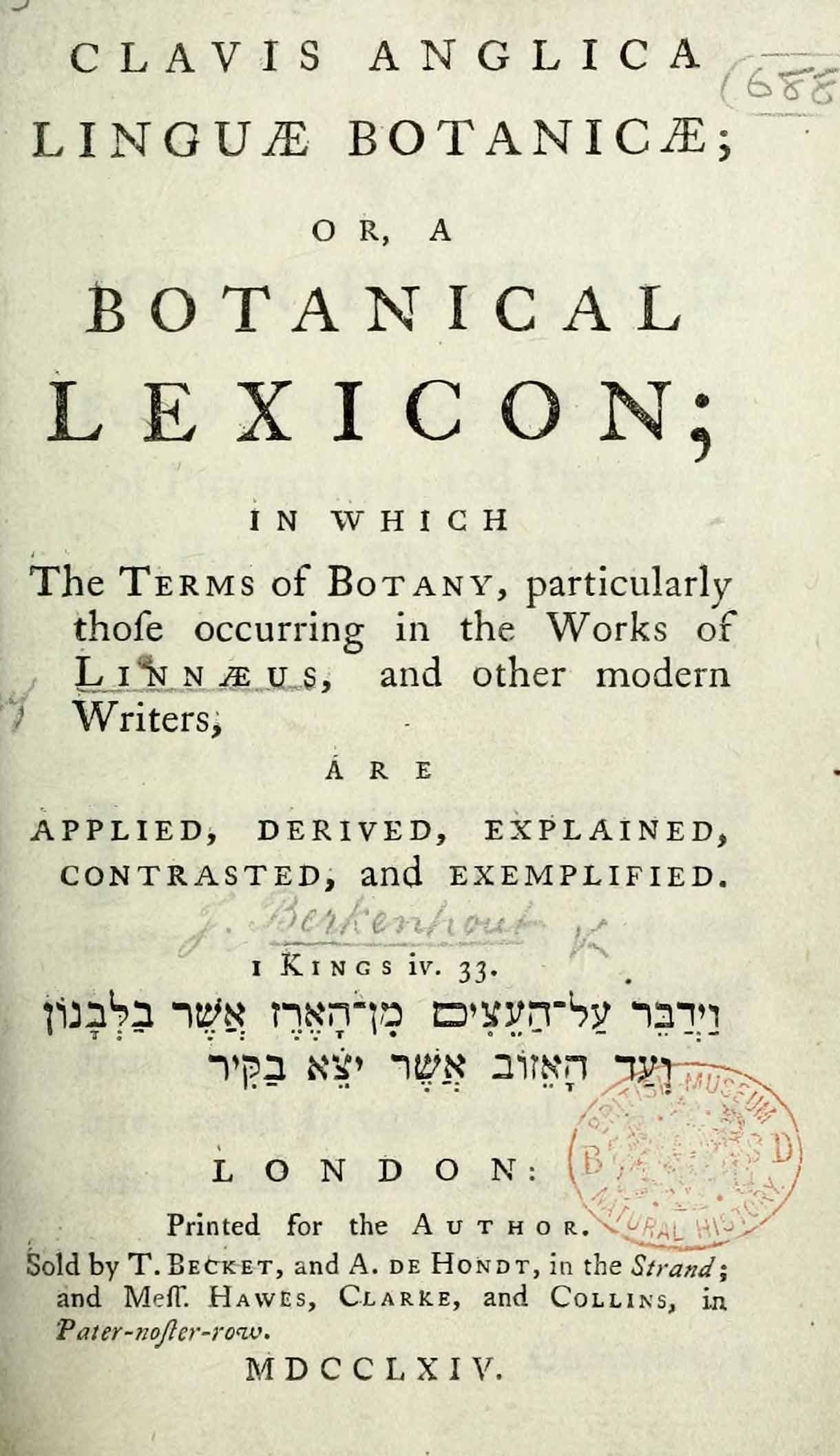
Clavis anglica linguae botanicae, 2nd edition, 1764